# クレアラシル
クレアラシル (Clearasil) は、英国の大手トイレタリー・メーカーであるレキットベンキーザー社から発売されているニキビ治療薬のブランドである。
クレアラシル (Clearasil) とは、クリアな肌を意味する「Clear」と薬を意味する「Sil」の合成語である。

## サルファ・レゾルシン処方
最近のCMでは使われていないが、P&G時代にはキャッチフレーズとして盛んに使われていた。サルファ・レゾルジンとはクレアラシル 治療薬クリームに入っている成分を指している。
サルファとは硫黄のことで、角質を軟化させる作用、皮脂を吸収する作用、殺菌作用がある。また、レゾルシンにはアクネ菌の殺菌、角質を軟化させる作用、角質を除去する作用があり、毛穴を綺麗にする効果がある。

## 歴史
- 1950年 - アメリカのアイヴァン・コーム (Ivan Combe) が開発。
- 1953年 - アメリカの製薬会社リチャードソン・ヴイックス社から発売される。
- 1961年 - リチャードソン・ヴイックスがブランドを買収。
- 1985年 - リチャードソン・ヴイックス社がP&G傘下となる。
- 2000年 - P&Gがクレアラシルの事業を、英国ブーツグループのブーツ・ヘルスケアに売却。
P&Gでは1990年代に入り既存ブランドの売り上げが鈍化[2]。P&Gはメガブランドの基準の明確化を図るため、クレアラシルのブランドはクリスコやジフなどのブランドとともに売却され（クレアラシルは2000年、クリスコとジフは2001年売却）、一方でウエラ（2003年買収）やジレット（2005年買収）などのブランドを買収した[2]。
- 2006年 - ブーツがブーツ・ヘルスケアを現在の販売元の英国レキットベンキーザーに売却。

## 日本での展開

### 発売元
日本では発売元がレキットベンキーザーの日本法人であるレキットベンキーザー・ジャパン、販売委託元がノエビアホールディングスの子会社ボナンザ、ニキビ治療クリームのみ製造販売元が明治薬品である。
1960年に日本での販売が始まったが、1980年代後半から買収や事業譲渡が相次ぎ、販売元が数回変更されている。
- 1960年 - 日本でニキビ治療クリームとして輸入販売開始。当時の輸入販売元はヴイックス製品の輸入販売元であった阪急共栄物産（現阪食）。
- 1966年 - 輸入販売元が阪急共栄物産から分離独立した日本ヴイックスに変更。
- 1977年 - 地域限定で日本でニキビ治療クリームとして直接販売開始。この時、日本ヴイックスは社名をリチャードソン・メレルに変更。
- 1979年 - ニキビ治療クリームの全国発売開始。社名を日本ヴイックスに復名。
- 1988年 - P&G傘下となっていた日本ヴイックスが社名を「プロクター・アンド・ギャンブル・ヘルスケア（P&Gヘルスケア）」に変更。
- 1990年 - ニキビ治療クリームに加えて、洗顔フォーム、洗顔ソープを全国発売。
- 1994年 - P&Gヘルスケアと新しくP&G傘下となったマックスファクターが統合され、販売元がマックスファクター株式会社（現・P&Gプレステージ合同会社）に変更される。但し、以降も引き続きP&G製品として発売されていた。
- 2000年 - P&Gがクレアラシルの事業をブーツ・ヘルスケアに売却。日本での販売元がブーツ・ヘルスケア・ジャパンに変更される。
- 2005年 - 商品ラインナップを一新。
- 2006年 - ブーツ・ヘルスケアがクレアラシルの事業を現在の販売元のレキットベンキーザーに売却。日本での発売元がレキットベンキーザー・ジャパンに変更される。
- 2007年 - オトナ肌対策クレアラシル薬用アクネジェルを発売。
- 2008年 - 薬用アクネジェルを発売。
- 2009年 - 商品パッケージを一新。
- 2010年 - 薬用泡洗顔フォーム10×を発売。
- 2011年 - 薬用洗顔フォーム10×を発売。
- 2013年 - 薬用パウダーローション10×、薬用モイスチャーローション マイルドタイプを発売
- 2016年 - フルーツEX リキッドジェルウォッシュを発売。

### 現在発売中の製品
- ニキビ治療クリーム（第2類医薬品、製造販売元：明治薬品）
  - クレアラシル ニキビ治療薬クリーム（白色タイプ）
  - クレアラシル ニキビ治療薬クリーム（肌色タイプ）
- 集中ケア（医薬部外品）
  - クレアラシル 薬用ニキビ予防ジェル
- 洗顔フォーム（医薬部外品）
  - クレアラシル 薬用洗顔クリーム（しっかりタイプ）
  - クレアラシル 薬用洗顔クリーム（マイルドタイプ）
  - クレアラシル 薬用泡洗顔料
- 化粧水（医薬部外品）
  - クレアラシル 薬用パウダーローション

### CM出演者

#### 現在
- 箭内夢菜（2020年-）

#### 過去
- 飯豊まりえ（2018年-2019年）
- 私立恵比寿中学（2016年）[3]
- レキットベンキーザー・ジャパン時代 - 南沢奈央、草刈麻有、服部紗奈
- ブーツ・ヘルスケア時代 - 上野樹里
- P&G時代 - 内田有紀、松嶋菜々子、麻生久美子、広末涼子、ほしのあき
- 日本ヴイックス時代 - 島田奈美、森尾由美、松尾伴内、小林克也（ナレーション）
- リチャードソン・メレル時代 - 三上博史

### イベント
ぴかぴかフェイスコンテストが、P&G時代に新人タレントを発掘するために開催されていた。現在は開催されていない。このコンテストの第1回優勝者が広末涼子であり、後にこのクレアラシルのCM出演で芸能界デビューを果たしている。